# 1090 수미다
1090 수미다 (1090 Sumida), 또는 1928 DG, 1950 JK, 1957 HH는 소행성대에 위치한 소행성으로 주벨트 소행성 에 속한다 절대
겉보기 등급은 +12.49로 나타나며 지름은 13km이다. 1928년 2월 20일 도쿄 천문대에서 오이카와 오쿠로에 의해 발견되었다.

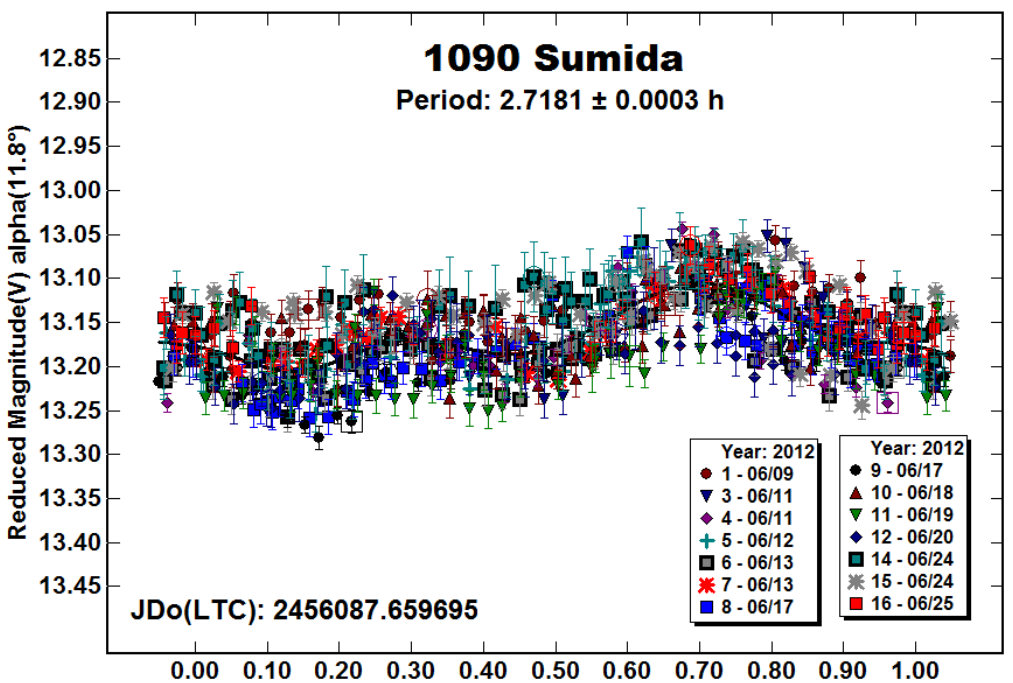
1090 수미다의 광도곡선.

궤도축은 2.36 AU, 이심률은 0.22이고, 태양으로부터의 거리는 가깝게는 1.84AU, 멀게는 2.88AU이다.